# Pristimantis susaguae
Espèce
Synonymes
- Eleutherodactylus susaguae Rueda-Almonacid, Lynch & Galvis-Peñuela, 2003

Statut de conservation UICN

 EN  : En danger
Pristimantis susaguae est une espèce d'amphibiens de la famille des Craugastoridae.

## Répartition
Cette espèce est endémique du département de Cundinamarca en Colombie. Elle se rencontre entre 2 530 et 2 900 m d'altitude sur le versant ouest de la cordillère Orientale.

## Étymologie
Cette espèce est nommée en référence au lieu de sa découverte, le río Susaguá.

## Publication originale
- Rueda-Almonacid, Lynch, & Galvis-Peñuela, 2003 : Una nueva especie de anfibio (Anura: Leptodactylidae) de los alrededores de la Sabana de Bogotá, Colombia. Revista de la Academia Colombiana de Ciencias Exactas, Físicas y Naturales, vol. 27, no 104, p. 461-466.